# Río Chir
El río Chir (también transcrito como Čir o Tsjir) (en Ruso: Чир ) es un río localizado en la parte meridional de la Rusia europea, un afluente del curso bajo del río Don. Su longitud es de 317 km y su cuenca drena una superficie de 9.580 km² (mayor que Chipre o Puerto Rico). 
Administrativamente, el río discurre por el óblast de Rostov y el óblast de Volgogrado de la Federación de Rusia.

## Geografía
El río Chir nace en la parte meridional de los Altos del Don, en el extremo norte del óblast de Rostov, en una zona bastante árida y poco poblada y en la que incluso partes del río son estacionarias. En un primer tramo el río se dirige hacia el Este, discurriendo muy próximo al río Don, al que se unirá siguiendo un curso muy diferente centenares de kilómetros más adelante. Pasada Verjnechirski, el río vira hacia el Sureste, discurriendo por el borde oriental del óblast de Rostov, una zona de estepa ondulada característica del curso inferior del Don. Luego pasa frente a Bókovskaya y Sovétskaya, para recibir a continuación, por la izquierda, al río Kurtlak, su principal afluente. Sigue el río hacia el Sur, atravesando Ust-Griaznovski, para girar luego hacia el Este, dando comienzo a un tramo en el que su curso será la frontera natural con el óblast de Volgogrado. Unas decenas de kilómetros antes de la desembocadura, se adentra en el óblast de Volgogrado, pasando cerca de Surovíkino (20.338 hab. en 2002), la principal ciudad de su curso, y desaguando por la derecha en el gran embalse de la presa de Tsimliansk (inaugurada en 1952, con un lago artificial de 2 700 km²), localizada en las proximidades de las ciudades de Volgodonsk (165.994 hab.) y Tsimliansk (15.444 hab.).
El río Chir está congelado desde la primera mitad de diciembre hasta finales de marzo. En el verano su caudal tiende a disminuir, porque discurre por una zona relativamente cálida y seca.